# Мули
Му́ли (рос. Мулы) — присілок у складі Свічинського району Кіровської області, Росія. Входить до складу Свічинського сільського поселення.
Населення становить 16 осіб (2010, 26 у 2002).
Національний склад станом на 2002 рік — росіяни 92 %.